# São Francisco de Paula (Rio Grande do Sul)
São Francisco de Paula é um município brasileiro do estado do Rio Grande do Sul.

## Clima
São Francisco de Paula apresenta um clima temperado oceânico (tipo Cfb segundo Köppen), com verões amenos e frescos e invernos relativamente frios, com a ocorrência de neve todos os anos, principalmente entre julho e agosto, porém em poucos dias da estação. É o município mais chuvoso do Rio Grande do Sul com precipitações anuais acima de 2 000 mm de chuva por ano. Segundo dados do Instituto Nacional de Meteorologia (INMET), referentes ao período de 1931 a 1960, a menor temperatura registrada em São Francisco de Paula foi de −6,5 °C em 20 de julho de 1953 e a maior atingiu 34 °C em 31 de dezembro de 1948 e 2 de janeiro de 1949. O maior acumulado de precipitação em 24 horas chegou a 136,5 mm em 6 de janeiro de 1956.
| Dados climatológicos para São Francisco de Paula                                                          | Dados climatológicos para São Francisco de Paula | Dados climatológicos para São Francisco de Paula | Dados climatológicos para São Francisco de Paula | Dados climatológicos para São Francisco de Paula | Dados climatológicos para São Francisco de Paula | Dados climatológicos para São Francisco de Paula | Dados climatológicos para São Francisco de Paula | Dados climatológicos para São Francisco de Paula | Dados climatológicos para São Francisco de Paula | Dados climatológicos para São Francisco de Paula | Dados climatológicos para São Francisco de Paula | Dados climatológicos para São Francisco de Paula | Dados climatológicos para São Francisco de Paula |
| Mês | Jan                                              | Fev                                              | Mar                                              | Abr                                              | Mai                                              | Jun                                              | Jul                                              | Ago                                              | Set                                              | Out                                              | Nov                                              | Dez                                              | Ano                                              |
| --- | ------------------------------------------------ | ------------------------------------------------ | ------------------------------------------------ | ------------------------------------------------ | ------------------------------------------------ | ------------------------------------------------ | ------------------------------------------------ | ------------------------------------------------ | ------------------------------------------------ | ------------------------------------------------ | ------------------------------------------------ | ------------------------------------------------ | ------------------------------------------------ |
| Temperatura máxima recorde (°C)                                                                           | 34                                               | 33,5                                             | 32,4                                             | 29,7                                             | 27,4                                             | 26                                               | 28                                               | 30                                               | 30,7                                             | 32                                               | 32,8                                             | 34                                               | 34                                               |
| Temperatura máxima média (°C)                                                                             | 24,9                                             | 24,2                                             | 23                                               | 19,9                                             | 17,6                                             | 16,3                                             | 16,3                                             | 17,3                                             | 18,1                                             | 20                                               | 22                                               | 23,3                                             | 20,2                                             |
| Temperatura média (°C)                                                                                    | 19,8                                             | 19,4                                             | 18,2                                             | 15,2                                             | 12,9                                             | 11,7                                             | 11,3                                             | 12,3                                             | 13,4                                             | 15                                               | 16,8                                             | 18                                               | 15,3                                             |
| Temperatura mínima média (°C)                                                                             | 14,8                                             | 14,7                                             | 13,5                                             | 10,5                                             | 8,3                                              | 7,1                                              | 6,4                                              | 7,4                                              | 8,7                                              | 10,1                                             | 11,6                                             | 12,7                                             | 10,5                                             |
| Temperatura mínima recorde (°C)                                                                           | 4,5                                              | 5                                                | 4                                                | −2,5                                             | −4                                               | −5,5                                             | −6,5                                             | −5                                               | −3,5                                             | −1                                               | −0,5                                             | 2,5                                              | −6,5                                             |
| Precipitação (mm)                                                                                         | 187                                              | 182                                              | 182                                              | 169                                              | 165                                              | 191                                              | 170                                              | 170                                              | 201                                              | 188                                              | 139                                              | 166                                              | 2 110                                            |
| Fonte: Climate-data.org e Instituto Nacional de Meteorologia (INMET) (recordes de temperatura: 1931-1960) |                                                  |                                                  |                                                  |                                                  |                                                  |                                                  |                                                  |                                                  |                                                  |                                                  |                                                  |                                                  |                                                  |

## Subdivisões
Compõem o município sete distritos: São Francisco de Paula (sede, com cerca de 14 mil habitantes), Rincão dos Kroeff, Tainhas (com cerca de 1 200 habitantes), Lajeado Grande (com cerca de 1 100 habitantes), Cazuza Ferreira, Juá e Eletra.

## Galeria

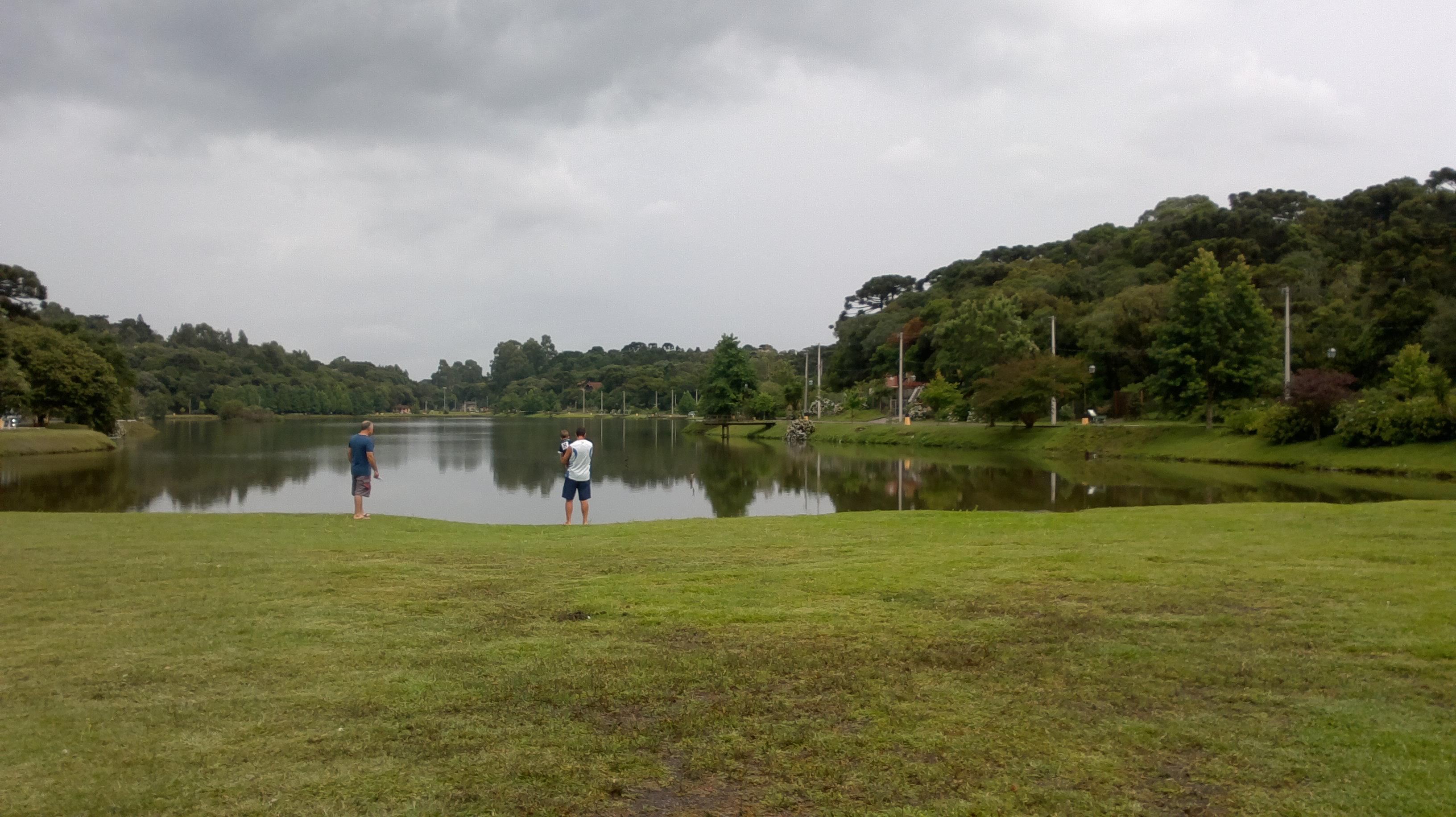
Lago São Bernardo.
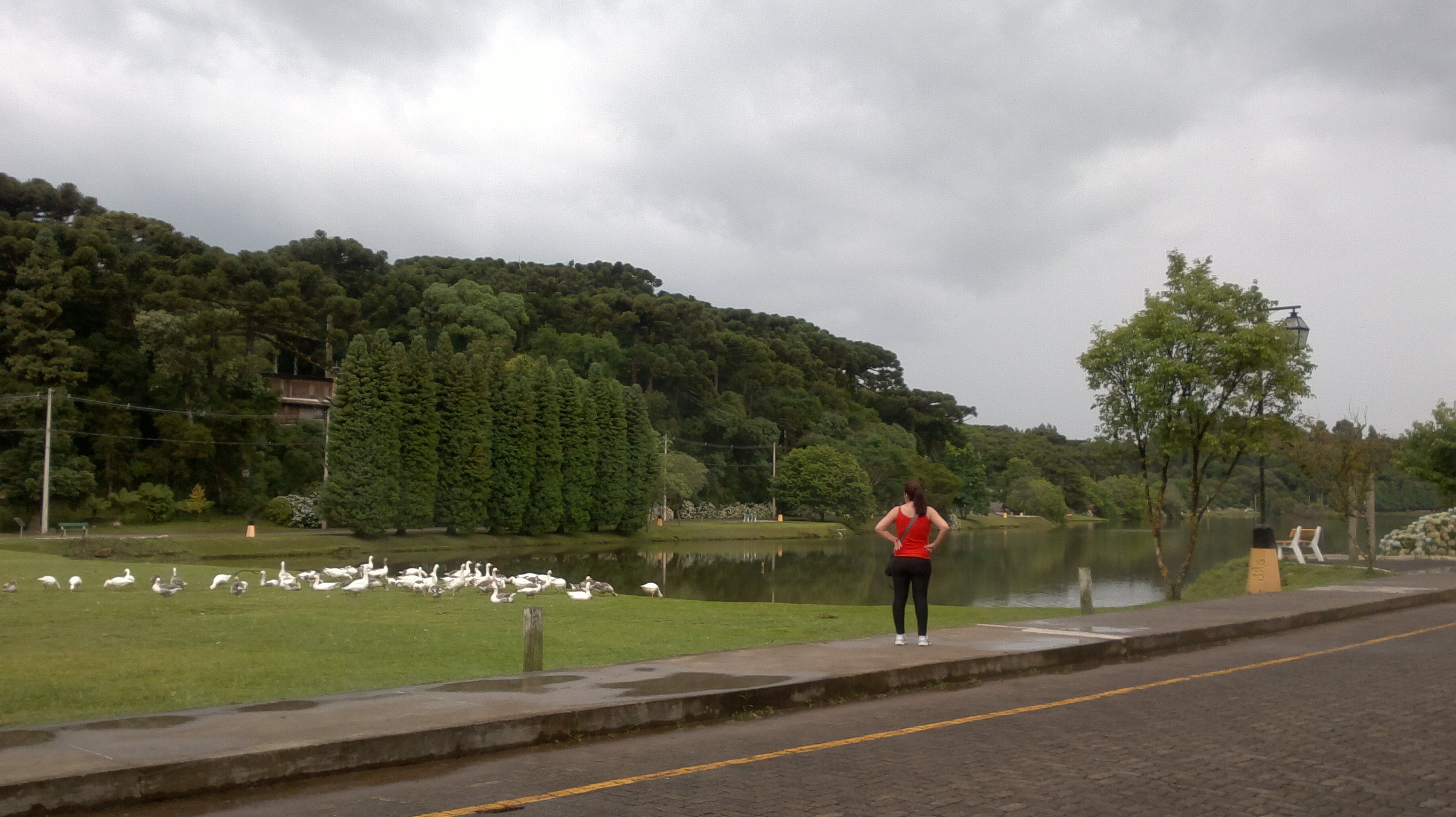
Lago São Bernardo.
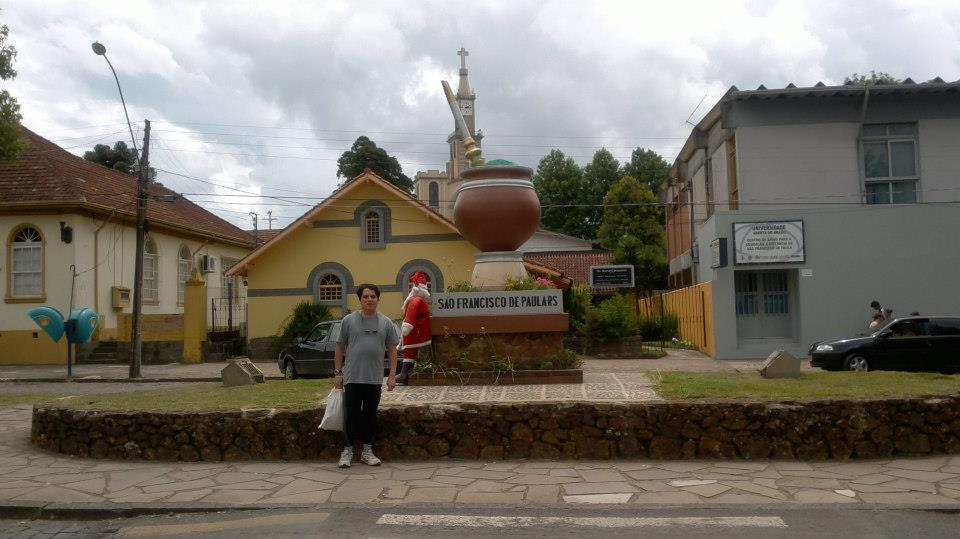
Centro da cidade.
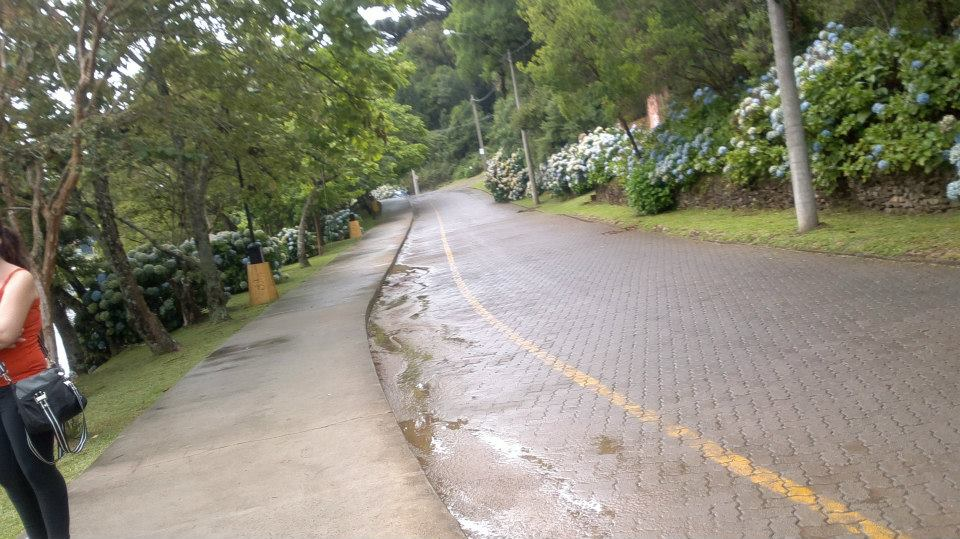
proximidade do lago
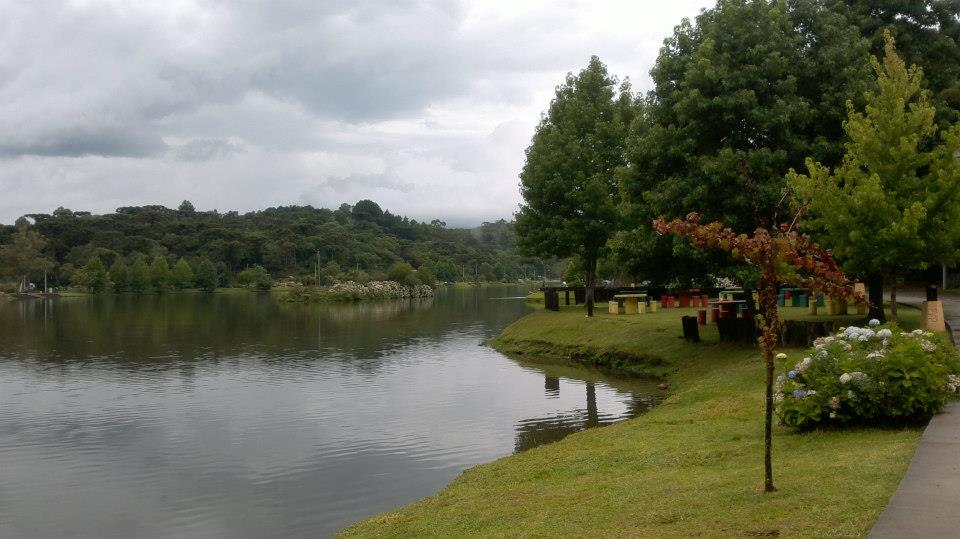
Orla do Lago da Cidade